# Skymningstillstånd
Skymningstillstånd eller twilight state är en dissociativ störning med förändrat medvetandetillstånd, under vilket den drabbade personen har en begränsad medvetandegrad, vilket vanligen varar någon dag eller vecka. Det begränsade medvetandet, samt minnesförluster, skiljer tillståndet från andra förändrade medvetandetillstånd (drömlika eller sänkta medvetandetillstånd). Skymningstillstånd kan ha psykiska eller kroppsliga orsaker. Zombiefikation kan ses som en extrem variant av skymningstillstånd.

## Beskrivning
Den som befinner sig i ett skymningstillstånd är fokuserad på några få tankar eller attityder, vilket innebär att omgivningen inte nödvändigtvis inser att personen är förvirrad. Förvirringen kan gälla tids- eller rumsorienteringen, och kan föregå fugue, ett vandringstillstånd under vilket personen beger sig iväg hemifrån utan något egentligt mål. Kännetecknande för skymningstillstånd är att handlingar sker per automatik, och att dessa handlingar glöms bort (amnesi). Att personen företar sig saker, skiljer tillståndet från transtillstånd. Eftersom den drabbade inte längre är medveten om sin omgivning, kan den företa sig olämpliga eller opassande saker, till exempel klä av sig, börja springa eller attackera någon. Detta för att personen endast är i sin tankevärld, vilken kan vara hallucinatorisk, ofta multimodalt (involverar flera sinnen) eller sceniskt.
Skymningstillståndet kan också primärt avse verklighetsuppfattningen, där personen har ett svagt ljus av sann verklighetsuppfattning men med ett omgivande mörker av vanföreställningar och illusioner. Det kan i dessa fall ses som ett övergångstillstånd, där en psykos hotar att bryta ut genom att personen inte lyckas hålla vanföreställningarna borta och ljuset lysande. Till detta skymningstillstånd hör vanligen depersonalisation och derealisation, men i och med att personen fortfarande befinner sig i skymningstillståndet inser personen att dessa overklighetskänslor inte har med verkligheten att göra, utan att det är inre representationer. 
Oavsett i vilken sinnesstämning personen befinner sig under skymningstillståndet, förändras sällan den sinnesstämningen häftigt, även om tillståndet vanligen uppkommer plötsligt. Som regel varar tillståndet i någon dag till någon vecka, men i enstaka fall förekommer tillstånd som varat i ett år. Vad som hänt under denna tid har antingen helt glömts bort, eller så minns personen tiden som om det varit en dröm. Lika hastigt som tillståndet uppkommer, lika hastigt går det över.
Funktionellt skymningstillstånd är en dissociativ störning som är stress- eller traumarelaterad. Detta tillstånd kallas också hysteriskt skymningstillstånd. Sådant medvetandetillstånd kan uppkomma ensamt, och klassas då i ICD-10 som F44.88, eller ingå i en mer komplex symtombild vid andra dissociativa störningar. Traditionellt har psykoterapin utgått från att personer i skymningstillstånd styrs av det omedvetna, medan andra har hävdat att det istället är fråga om att förhålla sig till reella problem (flykt- och kamprespons). Skymningstillstånd kan också ses vid svår ångest, när personer är så fokuserade på sina rädslor att medvetenheten om omgivningen för övrigt är starkt begränsad.
Också kroppsliga sjukdomar kan yttra sig i skymningstillstånd, så epilepsi med flera sjukdomar i centrala nervsystemet, och klassas då som en organisk psykisk störning. Drogrus kan likaså yttra sig på samma sätt, vilket kallas drogutlöst psykisk störning.
Skymningstillstånd kan till sin karaktär för somliga vara hallucinatoriska; personen kan vara handfallen eller upphetsad, uttrycksfull eller undfallande, den kan ta sig uttryck i psykomotorisk agitation eller hämning, eller yttra sig i desorientering och flykt. Somliga i skymningstillstånd kan vara våldsamma.